# Schistochila sphagnoides
Schistochila sphagnoides là một loài rêu tản trong họ Schistochilaceae. Loài này được (Schwägr.) Stephani miêu tả khoa học lần đầu tiên năm 1909.